# 洗衣院
洗衣院（せんいいん、またの名を浣衣院）は、金王朝における官設の女性収容所として野史『靖康稗史』に登場する施設。正史『宋史』には登場しない。『靖康稗史』の記載によると、靖康の変（1126年）の後、宋の皇太后、皇后、妃嬪、皇女（公主）、宗女、女官、宮女、さらに官吏や平民に至るまでの多数の女性が、遠く金に連行された。一部は現地で洗衣院に入れられた。複数の幼い皇女たちも洗衣院に入れられたという。しかし、そもそも論として近年の学界では『靖康稗史』の信憑性が疑問視されており、事実としてこの施設があったかどうかは疑問である。

## 靖康の変による宮廷の略奪
『宋史』欽宗紀によると、靖康の変の時に金軍は北宋の宮廷にあった財宝のほとんど全てを略奪した。その時に侍女（内人）や宦官（内侍）、宮廷に仕えていた職人や俳優さえも拉致した。

夏四月庚申朔，大風吹石折木。金人以帝及皇后、皇太子北歸。凡法駕、鹵簿，皇后以下車輅、鹵簿，冠服、禮器、法物，大樂、教坊樂器，祭器、八寶、九鼎、圭璧，渾天儀、銅人、刻漏，古器、景靈宮供器，太清樓秘閣三館書、天下州府圖及官吏、內人、內侍、技藝、工匠、娼優，府庫畜積，為之一空。
--元・托克托 『宋史』欽宗紀

このことは史実として著名であるが、これ以降の話はほとんど『靖康稗史』にのみある話である。

## 『靖康稗史』
『靖康稗史』は以下の七種の史書の総称である。七巻から成る。
- 巻一 『宣和乙巳奉使金国行程録』
- 巻二 『甕中人語』
- 巻三 『開封府状』
- 巻四 『南征録彙』
- 巻五 『青宮訳語』
- 巻六 『呻吟語』
- 巻七 『宋俘記』

『宣和乙巳奉使金國行程録』は南宋の徐夢莘の編んだ資料集『三朝北盟会編』にも収録された史書であり、他の書とは内容が異なる。巻二『甕中人語』以下の六巻は、従来の通説では南宋の人物の筆記とされてきた。南宋の孝宗の隆興二年（1164年）の著作とされる。中国本土では長期にわたって存在が確認できず、1892年に清の慈善事業家の謝家福という人物が「朝鮮王朝の蔵書から発見した」として蔵書家の丁丙に報告したのが機となって世間に広まったものである。発表されるや話題となり、多くの跋文が文人たちから寄せられた。最後の跋文は宋王朝の三十二代目の子孫を称する趙詒琛という人物が書いている。趙詒琛は宋の太宗が兄の太祖を殺して帝位を奪い取った報いで国が滅んだ、この本には金の太宗の呉乞買の顔は太祖そっくりだったと書いてあるではないかといい、当然の報いではあるものの、

自古亡國之恥辱，未有如趙宋者，讀此靖康稗史七種，能不泫然泣下哉！
（昔から国が滅んだ屈辱として宋国より酷いものがあるだろうか。この『靖康稗史七種』を読めば、涙が出てきて仕方がない！）
--趙詒琛 『靖康稗史・附錄諸跋其九』

と述べている。
ただし発見当時のものは誤字が多かったため、後に歴史学者の崔文印が1988年に『靖康稗史箋証』として校訂している。崔は「この文献の大部分は、彼らが自ら見聞きした一次記録、および南宋、金の別々の人物による同種の資料を集め、互いにつき合わせて検証したもので、史料価値が高い」と判断しており、優れた史料と判断した。日本では洗衣院について野史に詳しい歴史小説家の井沢元彦が2014年に『逆説の世界史1　古代エジプトと中華帝国の興廃』の中で紹介している。井沢はこの女性たちの悲劇が南宋の朱子学を生んだと考えた。
ところが、近年の学界では第一発見者の謝家福によって清朝末期に偽造されたものではないかと言う説もある。朝鮮王朝の蔵書にはこの書の名が登場せず、疑問点が多いためである。中国の歴史家・楊君は論文『《靖康稗史》成書時間献疑及其与袁祖安本《三朝北盟会編》関系初探（正）（続）』において、謝家福は偽史を幾つも創作した人物であったとし、疑問視すべき点が多くあることを明らかにした。楊は偽書だと疑っている。
楊論文によって疑問点を列挙すると、以下のようになる。
- 一行が旅をしているルートを検証すると、黄河の流れ方が靖康の変当時のものではない[11]。
- 金の武将の名前が清代の『四庫全書』の表記と同じであり、南宋のものとは考えられない。例えば完顔悟室という武将は、清代に「完顔固新」と書き換えられ、『四庫全書』に収める史書はすべて書き換えられたあとのものである。古い史書には「完顔固新」という表記はないはずである。ところが『靖康稗史』に収める史書は全て表記が「（完顔）固新」であり、この文献を作成した人物は南宋の人物でありながら、はるか後世の『四庫全書』を参照していることになる。清代の人物の創作と見た方が良い[12]。
- 清の乾隆四十六年（1782）に新しく出来た地名「和囉噶路」が登場する。1164年の書物になぜ1782年に出来た地名が登場するのか[13]。
- 謝家福の偽造した他の偽史と同様、この書物も高貴な女性の性的な事項を克明に描こうとしており、清代末期に流行していた性的描写が著者の想像により相当の熱量で描かれている。略奪された女性たちがどういう運命になったかは史書に記載がない。この本はそれを想像で補っている。

## 『靖康稗史』が伝える捕虜女性の数
以下、『靖康稗史』によって記す。
徽宗の第9子の康王趙構（南宋の初代皇帝高宗）と、庶人に落とされていた哲宗の皇后孟氏（元祐皇后）らの数人のみが、運よく難を免れている。
靖康の変の結果、金の捕虜となって北方へ拉致された女性の数は、『靖康稗史』に収める『開封府状』によると、宋の妃嬪83名、王妃24名、皇女22名、嬪御98名、王妾28名、宗姫52名、御女78名、宗室に近い姫195名、族姫1241名、女官479名、宮女479名、采女604名、宗婦2091名、族婦2007名、歌女1314名、貴戚、官民の女性3319名の計11635名で、それぞれが金額を課された上で、洗衣院に入れられた。
また、『靖康稗史』に収める金の李天民の記した『南征録彙』には、靖康元年12月初十日のこととして「宋主が二帥（粘没喝、斡離不）に面会しようとしたが、拒まれてしまった。そこで（金側の使者である）蕭慶へ恭順の意志を伝え、人や物を貢納することとした。宋朝の臣下たちは口々に抗議したが、（宋の官僚ながら金側につくこととした）呉幵と莫儔とは二帥へ宋主の意を伝え、そこで親王、宰執、宗室の娘各2人、また袞冕や車輅および宝物2千、また民間の女性や楽団の女性それぞれ500人を捧げ、また毎年に銀と絹を計200万両・200万疋を献上すれば、黄河以南の地を宋側が保持しても良いとの許しを得たのであった。なお、宗室の女性はそれぞれ二帥にささげられた。これは『武功記』に見える」と記録する。

## 捕虜女性たちのその後
『靖康稗史』に収める『南征録彙』によると、宋の女性たち、とりわけ皇女・妃など皇宮の女性たちは、金額を付けられて金の戦争報酬とされた。
捕虜となった宋の女性たちの何割かは、賞与として金の将兵に分け与えられた。

### 洗衣院に下された女性
金人に分け与えられた妻妾以外に、一部の捕虜女性は、金の皇帝のそばに秘書として侍らされ、肌をあらわにされた。韋、邢二后以下三百人は洗衣院に入れられた。
この女性たちの中で姓名などを記されている人物は、以下の通りである。ただし、正史『宋史』とは異なるものが少なくない。
- 徽宗の数人の息女（柔福帝姫、和福帝姫、顕福帝姫）
- 徽宗の妃嬪韋氏（南宋の高宗の母）、奚拂拂、裴宝卿、管芸香、謝詠絮、江鳳羽、劉蜂腰、劉菊仙、閻月媚、朱柳腰、兪小蓮
- 欽宗の妃嬪朱淑媛、田芸芳、許春雲、周男児、何紅梅、方芳香、葉寿星、華正儀、呂吉祥、駱蝶児
- 高宗の妻の邢秉懿、側室（姜酔媚、田春羅）[19][20]
- 徽宗の他の息子の妻妾：朱鳳英（欽宗の皇后の妹）、田静珠、周瑜、高仲賢、厳善、任二姑、曹三保、王延玉、田鳳儀、朱針仙
- 徽宗の兄弟の妻妾：王柳姑、葉三郎、陳細眉

また、捕虜となった童女複数（幼い皇女たちも含まれる）も洗衣院で育てられた。徽宗の娘（慶福帝姫、華福帝姫、純福帝姫）、高宗の娘（趙仏佑、趙神佑）もその中に含まれた。

## 史料
- 楊君『《靖康稗史》成書時間献疑及其与袁祖安本《三朝北盟会編》関系初探（正）（続）』楊君：《靖康稗史》成書時間献疑及其与袁祖安本《三朝北盟会編》関系初探丨《黒竜江史志》2023年第1期
- 靖康稗史箋証（中国語版）

- 宋俘記（中国語版）